# Campionat del Regne Unit de ciclisme en ruta

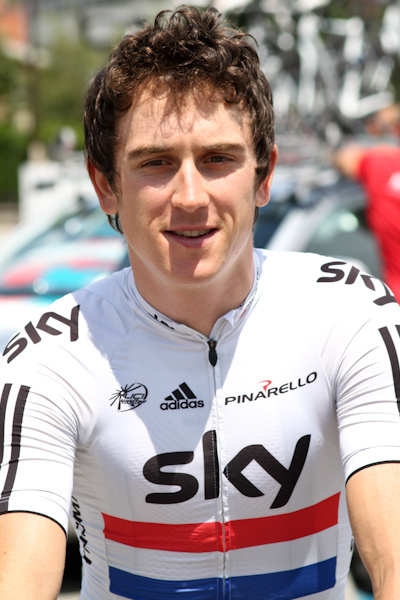
Geraint Thomas campió del 2010

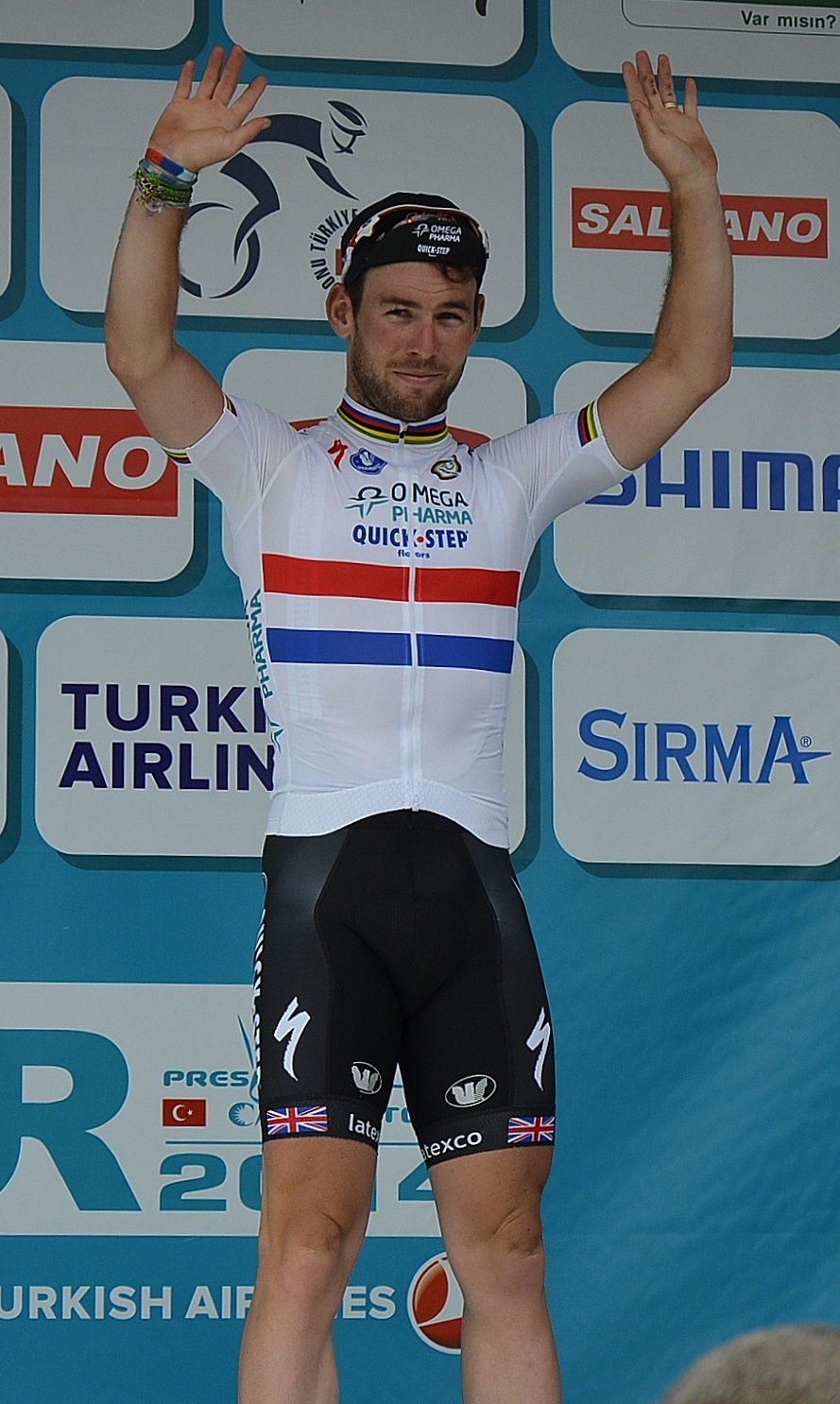
Mark Cavendish campió del 2013

El Campionat del Regne Unit de ciclisme en ruta s'organitza anualment per determinar el campió ciclista del Regne Unit en la modalitat. La primera edició es disputà el 1938.
Entre 1943 i 1958, dues organitzacions, la Lliga Britànica de Curses Ciclistes (BLRC - British League of Racing Cyclists) i la Unió Nacional de Ciclistes (NCU - National Cyclists' Union), van organitzar campionats per separat.
De 1946 a 1958, el campionat BLRC es van dividir en dues competicions: una carrera d'aficionats i una lliga "independent" per als ciclistes semi-professionals. Els Campionats femenins van ser creats per la BLRC el 1947 i per la UCN el 1956. En 1959 la UCN i la BLRC es van fusionar per formar la Federació de Ciclisme Britànic (British Cycling Federation).
Els campionats masculins es van celebrar per separats entre els aficionats i els professionals des del 1959 fins al 1995.
El títol s'atorga al vencedor d'una única carrera. El vencedor obté el dret a portar un mallot amb els colors de la bandera britànica fins al campionat de l'any següent quan disputa proves en contrarellotge individual.

## Palmarès masculí

### Campionats NCU (1938-1958)
| Any  | Primer           | Segon            | Tercer         |
| 1938 | Jack Holmes      | Jack Fancourt    | Jackie Bone    |
| 1939 | Jack Fancourt    | Percy Stallard   | Jack Holmes    |
| 1944 | Reg Braddick     | Dick Bowes       | Bob Maitland   |
| 1945 | J. A. O'Driscoll | A. J. Hunt       | D. Moreton     |
| 1946 | Ernie Clements   | Jerry Waters     | Bob Maitland   |
| 1947 | Alex Taylor      | S. Gasgoine      | J. Hood        |
| 1948 | Bob Maitland     | Ernie Clements   | Ian Scott      |
| 1949 | A. D. Newman     | J. Simpson       | Bob Maitland   |
| 1950 | Gordon Thomas    | Les Willmott     | Peter Procter  |
| 1951 | Peter Procter    | Dicky Bowes      | Graham Vines   |
| 1952 | Graham Vines     | A. W. S. Ashmore | Dicky Bowes    |
| 1953 | Ted Gerrard      | Bernard Pusey    | Fred Krebs     |
| 1954 | B. J. Sandy      | Harry Hardcastle | Karl Gough     |
| 1955 | Bernard King     | Des Robinson     | Don Sanderson  |
| 1956 | Alan Jackson     | Stan Brittain    | Harry Reynolds |
| 1957 | Stan Brittain    | Johnny Pound     | Ted Gerrard    |
| 1958 | Bill Seggar      | Jim Grieves      | Ray Booty      |

### Campionats amateurs BLRC (1943-1958)
| Any  | Primer         | Segon           | Tercer        |
| 1943 | Ernie Clements | Dick Boyden     | Len Hook      |
| 1944 | Percy Stallard | Ernie Clements  | Ron Kitching  |
| 1945 | Ernie Clements | Karl Bloomfield | Dick Boyden   |
| 1946 | George Edwards | Geoff Clark     | Mike Peers    |
| 1947 | E. I. Upton    | Ron Baker       | H. Poole      |
| 1948 | R. C. Ashwin   | Dennis Talbot   | Ralph Parkin  |
| 1949 | Dave Bedwell   | W. Llewellyn    | R. Taylor     |
| 1950 | Ralph Parkin   | Eric Artis      | Stan Blair    |
| 1951 | Charlie Bland  | Michael Varley  | Chris Hooper  |
| 1952 | Mike Howarth   | Ralph Parkin    | Anthony Smith |
| 1953 | Derek Evans    | Don Wilson      | Johnny Hibell |
| 1954 | Reg Browne     | Jim Turner      | J. Dunn       |
| 1955 | Des Robinson   | John Andrews    | Gil Taylor    |
| 1956 | Mike England   | Tony Hewson     | Brian Haskell |
| 1957 | Charlie Mather | Peter Southart  | Len Morris    |
| 1958 | Bill Baty      | Norman Baty     | Bob Thorpe    |

### Campionats per independents BLRC (1946-1958)
| Any  | Primer         | Segon           | Tercer                      |
| 1946 | A. H. Clarke   |                 |                             |
| 1947 | Dennis Jaggard | Benny Whitmore  | Arthur Bailey               |
| 1948 | Harold Johnson | Johnny Raines   | Ted Jones                   |
| 1949 | Bob Thom       | Leonard West    | Mike Peers                  |
| 1950 | Leonard West   | Ted Jones       | Ken Russell                 |
| 1951 | Dave Bedwell   | Leslie Scales   | Bob Thom                    |
| 1952 | Ian Steel      | Bob Maitland    | Gordon Thomas Leslie Scales |
| 1953 | Bob Maitland   | Ian Steel       | Gordon Thomas Ken Jowett    |
| 1954 | Arthur Ilsley  | Freddie Krebs   | Bob Maitland                |
| 1955 | Graham Vines   | Bob Maitland    | Ken Russell                 |
| 1956 | No disputat    |                 |                             |
| 1957 | Ron Coe        | Richard Baltrop | Brian Haskell               |
| 1958 | Ron Coe        | Brian Haskell   | Tom Oldfield                |

### Campionats amateurs (1959-1995)
| Any  | Primer          | Segon           | Tercer           |
| 1959 | Bill Baty       | Bill Bradley    | Johnny Pound     |
| 1960 | Bill Bradley    | Alan Ramsbottom | Jim Hinds        |
| 1961 | Bill Bradley    | George Bennett  | Keith Butler     |
| 1962 | Keith Butler    | Dick Goodman    | Wes Mason        |
| 1963 | Bob Addy        | John Clarey     | Billy Perkins    |
| 1964 | Pete Gordon     | Mick Shea       | John Clarey      |
| 1965 | Les West        | Arthur Metcalfe | Colin Lewis      |
| 1966 | Arthur Metcalfe | Mick Cowley     | John Bettinson   |
| 1967 | Les West        | Peter Buckley   | Graham Webb      |
| 1968 | Pete Matthews   | Les West        | Dave Rollinson   |
| 1969 | Brian Jolly     | Brian Tadman    | Pete Matthews    |
| 1970 | Dave Rollinson  | Gary Crewe      | Pete Matthews    |
| 1971 | Dave Rollinson  | Phil Bayton     | Phil Cheetham    |
| 1972 | Doug Dailey     | Phil Griffiths  | Ian Hallam       |
| 1973 | Grant Thomas    | Dave Vose       | Dave Mitchell    |
| 1974 | Bill Nickson    | Willie Moore    | Ian Hallam       |
| 1975 | Kevin Apter     | Phil Griffiths  | Paul Carbutt     |
| 1976 | Doug Dailey     | Bill Nickson    | Phil Griffiths   |
| 1977 | Steve Lawrence  | Paul Sherwen    | Dave Cumming     |
| 1978 | Robert Millar   | Steve Lawrence  | Des Fretwell     |
| 1979 | Robert Millar   | Joe Waugh       | Mark Bell        |
| 1980 | Steve Lawrence  | Neil Martin     | John Herety      |
| 1981 | Mark Bell       | Steve Poulter   | Peter Longbottom |
| 1982 | Jeff Williams   | Pete Sanders    | Steve Joughin    |
| 1983 | John Cavanagh   | Chris White     | Gary Sadler      |
| 1984 | Neil Martin     | Pete Longbottom | Joey McLoughlin  |
| 1985 | Paul Watson     | Jeff Williams   | Paul Curran      |
| 1986 | Deno Davie      | Jon Clay        | Steve Wakefield  |
| 1987 | Paul Curran     | Gary Baker      | Terry Sweeney    |
| 1988 | Neil Hoban      | Gary Barker     | Phil Bateman     |
| 1989 | David Cook      | Wayne Randle    | Steve Farrell    |
| 1990 | Simeon Hempsall | John Hughes     | Gethin Butler    |
| 1991 | John Hughes     | Dave Spencer    | Simeon Hempsall  |
| 1992 | Simon Bray      | Steve Farrell   | Paul Curran      |
| 1993 | Rob Harris      | Matt Stephens   | Mark McKay       |
| 1994 | Rob Harris      | Jeremy Hunt     | Mark Lovatt      |
| 1995 | Simon Bray      | Jeremy Hunt     | Paul Curran      |

### Campionats professionals (des del 1959)
| Any  | Primer                             | Segon                              | Tercer                             |
| 1959 | Ron Coe                            | Owen Blower                        | John Geddes                        |
| 1960 | No disputat                        |                                    |                                    |
| 1961 | Dave Bedwell                       | Tony Mills                         | Ron Jowers                         |
| 1962 | John Harvey                        | Dave Bedwell                       | Ged Coles                          |
| 1963 | Albert Hitchen                     | Ken Nuttall                        | Alan Jacob                         |
| 1964 | Keith Butler                       | Albert Hitchen                     | Ged Coles                          |
| 1965 | Albert Hitchen                     | Mick Coupe                         | Keith Butler                       |
| 1966 | Dick Goodman                       | Bernard Burns                      | Roger Newton                       |
| 1967 | Colin Lewis                        | Peter Hill                         | Arthur Metcalfe                    |
| 1968 | Colin Lewis                        | John Aslin                         | Reg Smith                          |
| 1969 | Bill Lawrie                        | Dave Nie                           | Mick Cowley                        |
| 1970 | Les West                           | Brian Jolly                        | Colin Lewis                        |
| 1971 | Danny Horton                       | Sid Barras                         | Albert Hitchen                     |
| 1972 | Gary Crewe                         | Les West                           | Derek Harrison                     |
| 1973 | Brian Jolly                        | Les West                           | Billy Bilsland                     |
| 1974 | Keith Lambert                      | Billy Bilsland                     | Phil Bayton                        |
| 1975 | Les West                           | Keith Lambert                      | Danny Horton                       |
| 1976 | Geoff Wiles                        | Sid Barras                         | Phil Corley                        |
| 1977 | Phil Edwards                       | Paul Medhurst                      | Geoff Wiles                        |
| 1978 | Phil Corley                        | Bill Nickson                       | Reg Smith                          |
| 1979 | Sid Barras                         | Barry Hoban                        | Dudley Hayton                      |
| 1980 | Keith Lambert                      | Bill Nickson                       | Dudley Hayton                      |
| 1981 | Bill Nickson                       | Nigel Dean                         | Graham Jones                       |
| 1982 | John Herety                        | Sean Yates                         | Bill Nickson                       |
| 1983 | Phil Thomas                        | Keith Lambert                      | Mick Morrison                      |
| 1984 | Steve Joughin                      | Bill Nickson                       | Malcolm Elliott                    |
| 1985 | Ian Banbury                        | Dudley Hayton                      | Mark Bell                          |
| 1986 | Mark Bell                          | Adrian Timmis                      | Steve Joughin                      |
| 1987 | Paul Sherwen                       | John Herety                        | Jack Kershaw                       |
| 1988 | Steve Joughin                      | Nick Barnes                        | Chris Lillywhite                   |
| 1989 | Tim Harris                         | Mark Walsham                       | Nick Barnes                        |
| 1990 | Colin Sturgess                     | Ben Luckwell                       | Harry Lodge                        |
| 1991 | Brian Smith                        | Keith Reynols                      | Dave Rayner                        |
| 1992 | Sean Yates                         | Brian Smith                        | Chris Walker                       |
| 1993 | Malcolm Elliott                    | Brian Smith                        | Shane Sutton                       |
| 1994 | Brian Smith                        | Malcolm Elliott                    | Mark Walsham                       |
| 1995 | Robert Millar                      | Chris Walker                       | Chris Lillywhite                   |
| 1996 | David Rand                         | Andy Naylor                        | David Cook                         |
| 1997 | Jeremy Hunt                        | Mark Walsham                       | Matt Stephens                      |
| 1998 | Matthew Stephens                   | Roger Hammond                      | Darren Barclay                     |
| 1999 | John Tanner                        | Kevin Dawson                       | Russell Downing                    |
| 2000 | John Tanner                        | Jonny Clay                         | David Millar                       |
| 2001 | Jeremy Hunt                        | Robert Hayles                      | John Tanner                        |
| 2002 | Julian Winn                        | Tom Southam                        | Jeremy Hunt                        |
| 2003 | Roger Hammond                      | Jeremy Hunt                        | Jamie Alberts                      |
| 2004 | Roger Hammond                      | Tom Southam                        | Jeremy Hunt                        |
| 2005 | Russell Downing                    | Steve Cummings                     | Yanto Barker                       |
| 2006 | Hamish Haynes                      | Roger Hammond                      | Geraint Thomas                     |
| 2007 | David Millar                       | Daniel Lloyd                       | Hamish Haynes                      |
| 2008 | Robert Hayles                      | Peter Kennaugh                     | Dean Downing                       |
| 2009 | Kristian House                     | Daniel Lloyd                       | Peter Kennaugh                     |
| 2010 | Geraint Thomas                     | Peter Kennaugh                     | Ian Stannard                       |
| 2011 | Bradley Wiggins                    | Geraint Thomas                     | Peter Kennaugh                     |
| 2012 | Ian Stannard                       | Alex Dowsett                       | Russell Hampton                    |
| 2013 | Mark Cavendish                     | Ian Stannard                       | David Millar                       |
| 2014 | Peter Kennaugh                     | Ben Swift                          | Simon Yates                        |
| 2015 | Peter Kennaugh                     | Mark Cavendish                     | Ian Stannard                       |
| 2016 | Adam Blythe                        | Mark Cavendish                     | Andrew Fenn                        |
| 2017 | Stephen Cummings                   | Chris Lawless                      | Ian Bibby                          |
| 2018 | Connor Swift                       | Adam Blythe                        | Owain Doull                        |
| 2019 | Ben Swift                          | Ian Stannard                       | John Archibald                     |
| 2020 | Suspès per la pandèmia de COVID-19 | Suspès per la pandèmia de COVID-19 | Suspès per la pandèmia de COVID-19 |
| 2021 | Ben Swift                          | Fred Wright                        | Ethan Hayter                       |
| 2022 | Mark Cavendish                     | Sam Watson                         | Alexandar Richardson               |
| 2023 | Fred Wright                        | James Knox                         | Stephen Williams                   |
| 2024 | Ethan Hayter                       | Lewis Askey                        | Max Walker                         |
| 2025 | Samuel Watson                      | Matthew Brennan                    | Ethan Vernon                       |

### Palmarès sub-23
| Any  | Primer                             | Segon                              | Tercer                             |
| 1996 | Paul Manning                       | Danny Axford                       | Steve Higgins                      |
| 1997 | Huw Pritchard                      | Russell Downing                    | Phil West                          |
| 1998 | Richard Hobby                      | Darrell Stile                      | Gregg Imlah                        |
| 1999 | Charly Wegelius                    | Matthew Pryce                      | Justin Hoy                         |
| 2000 | Neil Swithenbank                   | Robin Sharman                      | Tom Anderson                       |
| 2001 | James Shaw                         | Ian Wilkinson                      | Andrew Parsons                     |
| 2002 | Jamie Alberts                      | Mark Kelly                         | James Barnes                       |
| 2003 | Kieran Page                        | Russel Anderson                    | Leigh Cowell                       |
| 2004 | Dan Fleeman                        | Richard Whitehorn                  | Ben Greenwood                      |
| 2005 | Ben Greenwood                      | Alex Coutts                        | Adam Illingworth                   |
| 2006 | Peter Bissell                      | James Spragg                       | Alistair Stoddart                  |
| 2007 | Rob Partridge                      | Daniel Shand                       | Mark Thwaites                      |
| 2008 | Peter Kennaugh                     | Andy Tennant                       | Jonathan Bellis                    |
| 2009 | Peter Kennaugh                     | James Cox                          |                                    |
| 2010 | Andrew Fenn                        | Rhys Lloyd                         | Ross Creber                        |
| 2011 | Scott Thwaites                     | Andrew Fenn                        | Erick Rowsell                      |
| 2012 | Michael Cuming                     | Matthew Holmes                     | Joshua Edmondson                   |
| 2013 | Simon Yates                        | Owain Doull                        | Tom Moses                          |
| 2014 | Ed Laverack                        |                                    |                                    |
| 2015 | Owain Doull                        | Sam Lowe                           | Matthew Gibson                     |
| 2016 | Tao Geoghegan Hart                 | Christopher Lawless                | James Shaw                         |
| 2017 | Christopher Lawless                | Scott Davies                       | Connor Swift                       |
| 2018 | Robert Scott                       | Fred Wright                        | Gabriel Cullaigh                   |
| 2019 | Ethan Hayter                       | Matthew Bostock                    | Jake Stewart                       |
| 2020 | Suspès per la pandèmia de COVID-19 | Suspès per la pandèmia de COVID-19 | Suspès per la pandèmia de COVID-19 |
| 2021 | Fred Wright                        | Lewis Askey                        | Leo Hayter                         |

## Palmarès femení

### Campionats BLRC (1947-1958)
| Any  | Primera           | Segona   | Tercera          |
| 1947 | Joan Caldwell     |          |                  |
| 1948 | Gwen Clements     |          |                  |
| 1950 | Joyce Burton      |          |                  |
| 1952 | Irene Evans       |          |                  |
| 1953 | June Oliver       |          |                  |
| 1954 | June Thackeray    |          |                  |
| 1955 | Muriel Maitland   |          |                  |
| 1956 | Jacqueline Hewson |          |                  |
| 1958 | Cynthia Carey     | Pat Dews | Margaret Crawley |

### Campionats NCU (1955-1958)
| Any  | Primera           | Segona        | Tercera     |
| 1955 | Millie Robinson   |               |             |
| 1956 | Millie Robinson   |               |             |
| 1957 | Shirley Hockridge |               |             |
| 1958 | Joan Poole        | Sheila Clarke | Molly Swann |

### Campionats professionals (des del 1959)
| Any  | Primera                            | Segona                             | Tercera                            |
| 1959 | Beryl Burton                       | Millie Robinson                    | Sheila Holmes                      |
| 1960 | Beryl Burton                       | Sheila Holmes                      | Val Baxendine                      |
| 1961 | Jo Bowers                          | Beryl Burton                       | Jan Smith                          |
| 1962 | Jo Bowers                          | Pat Pepper                         | Cynthia Cary                       |
| 1963 | Beryl Burton                       | Pat Pepper                         | Jo Bowers                          |
| 1964 | Val Rushworth                      | Sylvia Beardon                     | Ann Illingworth                    |
| 1965 | Beryl Burton                       | Susan Crow                         | Joan Kershaw                       |
| 1966 | Beryl Burton                       | Christine Goodfellow               | Ann Illingworth                    |
| 1967 | Beryl Burton                       | Barbara Mapplebeck                 | Pat Pepper                         |
| 1968 | Beryl Burton                       | Barbara Mapplebeck                 | Sylvia Beardon                     |
| 1969 | Ann Horswell                       | Bernadette Swinnerton              | Pat Pepper                         |
| 1970 | Beryl Burton                       | Joan Kershaw                       | Brenda Brown                       |
| 1971 | Beryl Burton                       | Bernadette Swinnerton              | Ann Bailey                         |
| 1972 | Beryl Burton                       | Ann Bailey                         | Pat Pepper                         |
| 1973 | Beryl Burton                       | Denise Burton                      | Christine Goodfellow               |
| 1974 | Beryl Burton                       | Carol Barton                       | Christine Goodfellow               |
| 1975 | Jayne Westbury                     | Denise Burton                      | Cath Swinnerton                    |
| 1976 | Denise Burton                      | Beryl Burton                       | Carol Barton                       |
| 1977 | Cath Swinnerton                    | Faith Murray                       | Josie Randall                      |
| 1978 | Brenda Atkinson                    | Denise Burton                      | Cathy Swinnerton                   |
| 1979 | Brenda Atkinson                    | Cath Swinnerton                    | Bernadette Griffiths               |
| 1980 | Jill Bishop                        | Julie Earnshaw                     | Brenda Atkinson                    |
| 1981 | Mandy Jones                        | Julie Earnshaw                     | Vicki Thomas                       |
| 1982 | Brenda Atkinson                    | Cath Swinnerton                    | Cath Swinnerton                    |
| 1983 | Mandy Jones                        | Judith Painter                     | Linda Gornall                      |
| 1984 | Cath Swinnerton                    | Maria Blower                       | Muriel Sharp                       |
| 1985 | Brenda Tate                        | Lisa Bramani                       | Vicki Thomas                       |
| 1986 | Lisa Bramani                       | Vicki Thomas                       | Linda Flavell                      |
| 1987 | Lisa Bramani                       | Sally Hodge                        | Linda Gornall                      |
| 1988 | Lisa Bramani                       | Sally Hodge                        | Maria Blower                       |
| 1989 | Lisa Bramani                       | Sue Wright                         | Maria Blower                       |
| 1990 | Marie Purvis                       | Alison Butler                      | Maxine Johnson                     |
| 1991 | Marie Purvis                       | Clare Greenwood                    | Linda Gornall                      |
| 1992 | Marie Purvis                       | Sarah Phillips                     | Clare Greenwood                    |
| 1993 | Marie Purvis                       | Maxine Johnson                     | Sarah Phillips                     |
| 1994 | Maxine Johnson                     | Jenny Kershaw                      | Sally Boyden                       |
| 1995 | Marie Purvis                       | Ann Plant                          | Jenny Kershaw                      |
| 1996 | Maria Lawrence                     | Ann Plant                          | Angela Hunter                      |
| 1997 | Maria Lawrence                     | Isla Rowntree                      | Angela Hunter                      |
| 1998 | Megan Huges                        | Louise Jones                       | Sally Boyden                       |
| 1999 | Nicole Cooke                       | Yvonne McGregor                    | Ceris Gilfillan                    |
| 2000 | Ceris Gilfillan                    | Caroline Alexander                 | Yvonne McGregor                    |
| 2001 | Nicole Cooke                       | Ceris Gilfillan                    | Sara Symington                     |
| 2002 | Nicole Cooke                       | Rachel Heal                        | Melanie Sears                      |
| 2003 | Nicole Cooke                       | Rachel Heal                        | Vicki Pincombe                     |
| 2004 | Nicole Cooke                       | Rachel Heal                        | Vicki Pincombe                     |
| 2005 | Nicole Cooke                       | Rachel Heal                        | Emma Davies                        |
| 2006 | Nicole Cooke                       | Lorna Webb                         | Joanna Rowsell                     |
| 2007 | Nicole Cooke                       | Rachel Heal                        | Helen Wyman                        |
| 2008 | Nicole Cooke                       | Emma Pooley                        | Joanna Rowsell                     |
| 2009 | Nicole Cooke                       | Elizabeth Armitstead               | Emma Pooley                        |
| 2010 | Emma Pooley                        | Elizabeth Armitstead               | Nicole Cooke                       |
| 2011 | Elizabeth Armitstead               | Nicole Cooke                       | Sharon Laws                        |
| 2012 | Sharon Laws                        | Elizabeth Armitstead               | Emma Pooley                        |
| 2013 | Elizabeth Armitstead               | Laura Trott                        | Danielle King                      |
| 2014 | Laura Trott                        | Danielle King                      | Elizabeth Armitstead               |
| 2015 | Elizabeth Armitstead               | Alice Barnes                       | Laura Trott                        |
| 2016 | Hannah Barnes                      | Alice Barnes                       | Lucy Garner                        |
| 2017 | Elizabeth Deignan                  | Katie Archibald                    | Hannah Barnes                      |
| 2018 | Jessica Roberts                    | Danielle Rowe                      | Eleanor Dickinson                  |
| 2019 | Alice Barnes                       | Anna Henderson                     | Lizzie Holden                      |
| 2020 | Suspès per la pandèmia de COVID-19 | Suspès per la pandèmia de COVID-19 | Suspès per la pandèmia de COVID-19 |
| 2021 | Pfeiffer Georgi                    | Josie Nelson                       | Joscelin Lowden                    |
| 2022 | Alice Towers                       | Pfeiffer Georgi                    | Anna Henderson                     |
| 2023 | Pfeiffer Georgi                    | Claire Steels                      | Anna Henderson                     |
| 2024 | Pfeiffer Georgi                    | Anna Henderson                     | Elizabeth Deignan                  |
| 2025 | Millie Couzens                     | Pfeiffer Georgi                    | Anna Henderson                     |